# هذیان (فیلم ۲۰۰۵)
«هذیان» (عبری: דמיונות‎) فیلمی در ژانر کمدی-درام است که در سال ۲۰۰۵ منتشر شد.